# Haeundae LCT The Sharp
Le Haeundae LCT The Sharp est un complexe de trois gratte-ciel situés à Busan en Corée du Sud. La LCT Landmark Tower comprend un hôtel et des résidences. Elle s'élève à 411 mètres pour 101 étages. Les LCT Residential Towers s'élèvent à 339 mètres pour 85 étages et abritent des résidences. Leur construction a été achevée en 2019. Ils font partie des 10 gratte-ciel les plus chers du monde, avec un coût estimé de 2,64 milliards de dollars.